# Navigation générale italienne
Navigation générale italienne  (en italien : Navigazione Generale Italiana) (NGI) est une compagnie de transport italienne créée en 1881 par la fusion des sociétés  I & V. Florio de Palerme et Raffaele Rubattino de Gênes. Au moment de la fusion, les deux sociétés étaient à la fois présentes en Méditerranée, avec I & V Florio qui exploitait aussi des lignes vers les États-Unis et le Canada, et Raffele Rubattino  avec  l'exploitation des lignes vers l' Inde et  l'Extrême-Orient par le Canal de Suez.

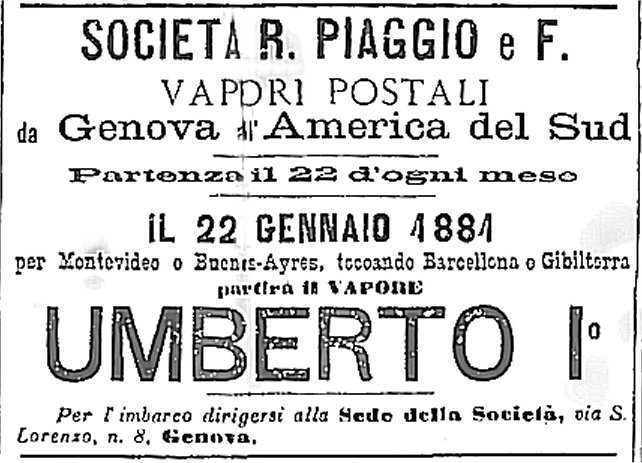
insertion sur la Gazzetta provinciale di Bergamo du 3 janvier 1881

À la suite de la fusion, la nouvelle société a non seulement maintenu le service existant, mais l'a étendu en desservant en 1884  l'Amérique du Sud  . Afin d'exploiter les nouveaux itinéraires, en 1885, NGI acquiert ses concurrents Società Italiana Trasporti Marittimi Raggio & Co. et la Società Rocco Piaggio & Figli.

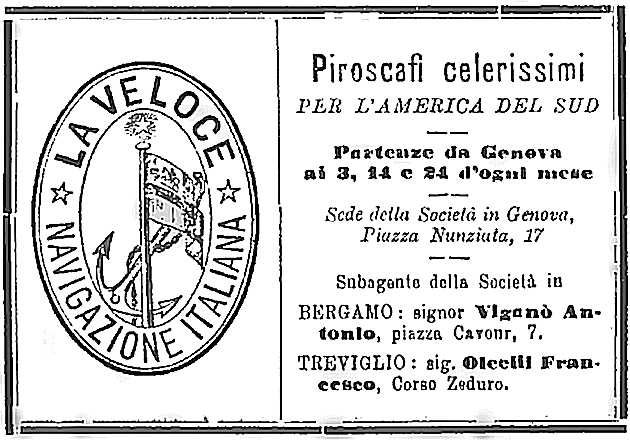
La Veloce insertion sur la Gazzetta provinciale di Bergamo du 23 janvier 1890

La Società Italiana di Transporti Marittimi Raggio & Co. a été fondée à Gênes en 1882 par Carlo, Edilio et Armando Raggio pour le transport de passagers et de marchandises entre l'Italie et l'Amérique du Sud;  la Società Rocco Piaggio & Figli a été formée à Gênes en 1870 et a exploité les routes vers Montevideo et Buenos Aires en passant par les Îles Canaries, puis entre Gênes, Naples, et Río de la Plata.
En 1901, la société s'est renforcée par l'acquisition des actifs de La Veloce, une société de transport maritime formée en 1884 et liquidée en 1924, à la suite de son acquisition par la Navigazione Generale Italiana. et en 1906 avec l'acquisition d' Italia Società di Navigazione à Vapore, une compagnie de navigation fondée à Gênes en 1899.
Le 13 juin 1910, la Società Nazionale dei Servizi Marittimi achète  l'« NGI » afin de desservir les lignes de la Méditerranée et se concentrer sur celles transatlantique avec 19 navires. En 1910, NGI achète  Lloyd Italiano, une société de transport fondée à Gênes en 1904 par Erasmo Piaggio et poursuit les liaisons avec l'Amérique Nord et du Sud.
En 1932, NGI  fusionne avec Lloyd Sabaudo (it) et Cosulich Ligne pour former la Italian Line à qui l'on doit la construction du Ruban Bleu italien Rex et la malchanceuse Andrea Doria.

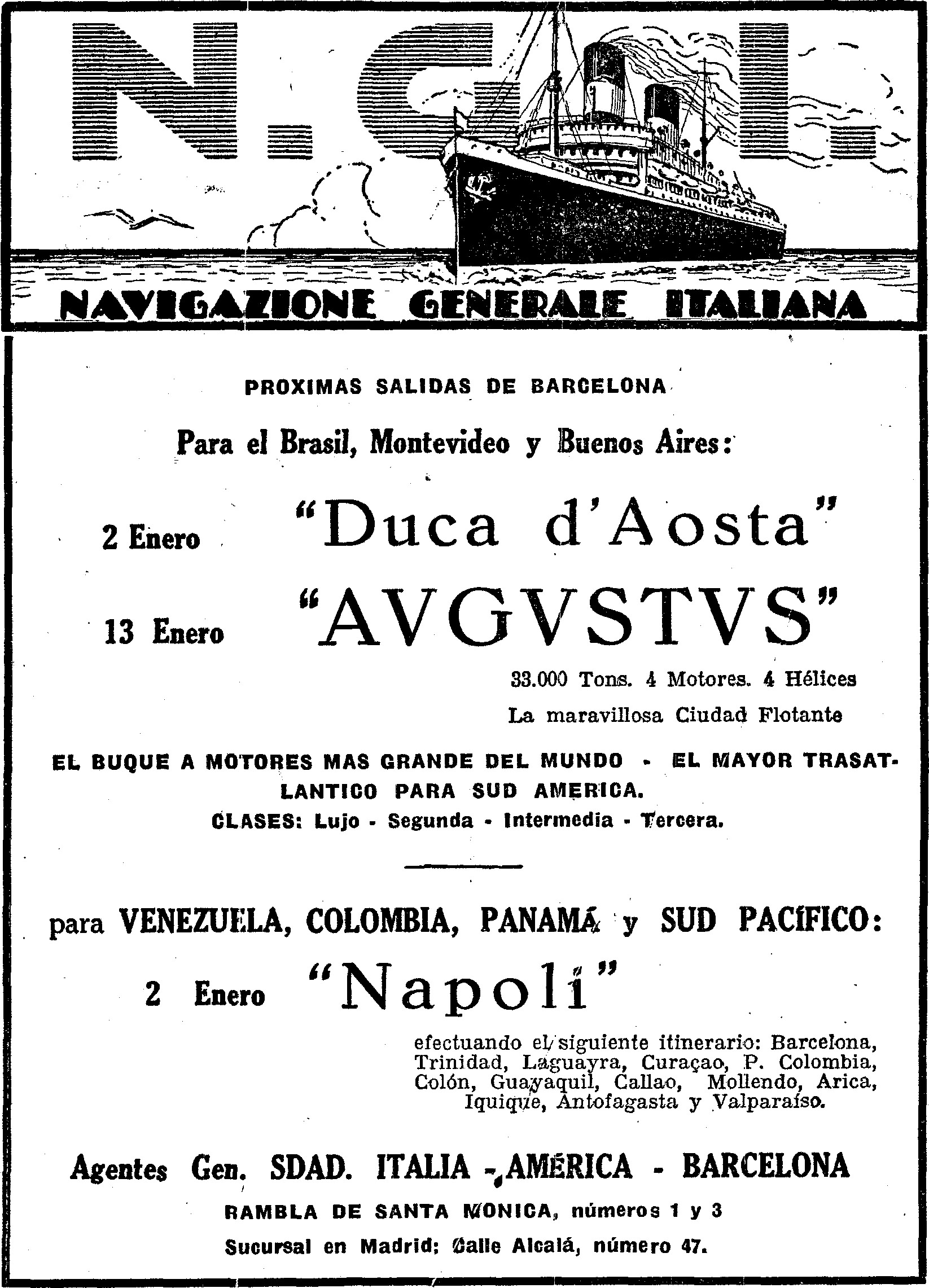
Affiche publicitaire NGI
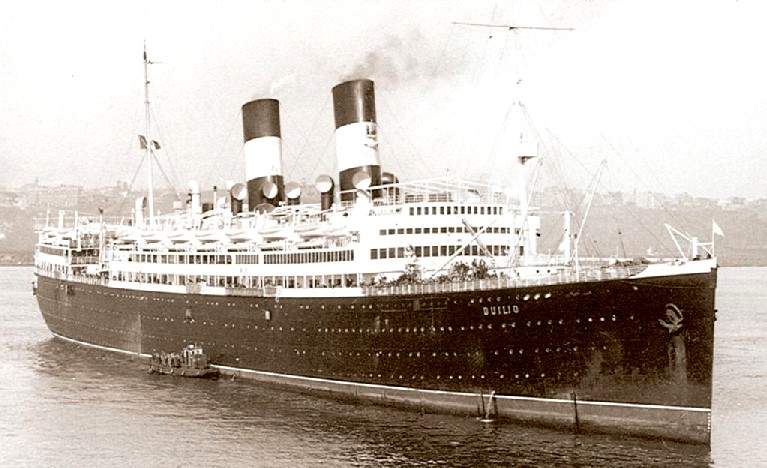
Le paquebot Duilio aux couleurs de NGI